# Eric Sahlström
Eric Johan Sahlström, född 24 augusti 1912 i Masbo, Vendels församling, Uppsala län, död 7 juni 1986 i Tegelsmora församling, Uppsala län var en svensk nyckelharpspelare och riksspelman från Tobo i norra Uppland. Han är far till Sigurd, Sigbrit och  Sonia Sahlström.

## Biografi
Sahlström kom från en lång tradition av spelmän. Hans farfar Lars Larsson, som blev dragon med namnet Sahlström, var nyckelharpsspelare. Hans far som var torpare spelade både fiol och nyckelharpa. Redan i sjuårsåldern började Eric Sahlström spela dragspel och drömde om att bli en ny Jularbo-Kalle. Han gick dock snart över till fiolen, och efter att ha hört Hjort Anders bestämde han sig för att gå över till nyckelharpa. Eric Sahlström var helt självlärd på instrumentet, och vid 17 års ålder kunde han ta ut låtar av Byss-Calle och Gås-Anders. På 1930-talet flyttade familjen till Trollrike i Vendel, och i samband med detta började Sahlström komponera sina första egna låtar som Trollrikspolskan och Spelglädje. I samband med detta byggde han även sin första nyckelharpa. Efter att ha vunnit första pris i spelmanstävlan 1941 fick Sahlström genom riksspelmannen Johan Olsson 1942 inbjudan att framträda i radio. Detta blev Sahlströms genombrott som musiker. Sedan han 1944 gift sig och tagit över ett jordbruk i Göksby, Tegelmora socken, blev han dock tvungen att dra ned på sina framträdanden, men fortsatte att spela runt om i hemtrakterna. År 1950 erhöll han Upplands fornminnesförenings och hembygdsförbunds förtjänstmedalj.
Vid sidan av jordbruket arbetade han under många år på radio- och tevefabriken i Tobo. På senare år kom han även att medverka i ett antal teveprogram. August Bohlin konstruerade den första kromatiska nyckelharpan 1929, men det blev Eric Sahlström och Hasse Gille som med sina nyckelharpsbyggarkurser på 1960-talet kom att sprida denna moderna nyckelharpa. Av dessa blev Eric Sahlströms nyckelharpor de som kom att betyda mest för instrumentets utveckling.
Sahlström vann allmän aktning för sitt musicerande i en tid då spelmansmusiken ännu inte var en etablerad konstform. Han anlitades av Bo Nilsson 1962 för att spela i ett nyskrivet verk vid Venedigbiennalen. Sahlström mottog 1968 Samfundet för hembygdsvårds stora medalj av Gustaf VI Adolf och samma år Kungliga Musikaliska Akademiens medalj "För tonkonstens främjande och bevarande" och tilldelades 1976 konstnärslön för "konstnärlig verksamhet av hög kvalitet och stor betydelse för svenskt kulturliv" som den förste spelmannen att erhålla utmärkelsen.
Sahlström var genom sitt briljanta spel den som mer än alla andra bidrog till nyckelharpans renässans i modern tid. Han komponerade även en rad spelmanslåtar, bland de mest kända kan nämnas valsen "Spelmansglädje" samt polskorna "Stormyren" och "Hardrevet".
En bronsstaty av Ingvar Jörpeland föreställande Eric Sahlström restes 1992 utanför kyrkan och hembygdsgården i Tegelsmora. Eric Sahlström Institutet i Tobo är uppkallat efter Sahlström.

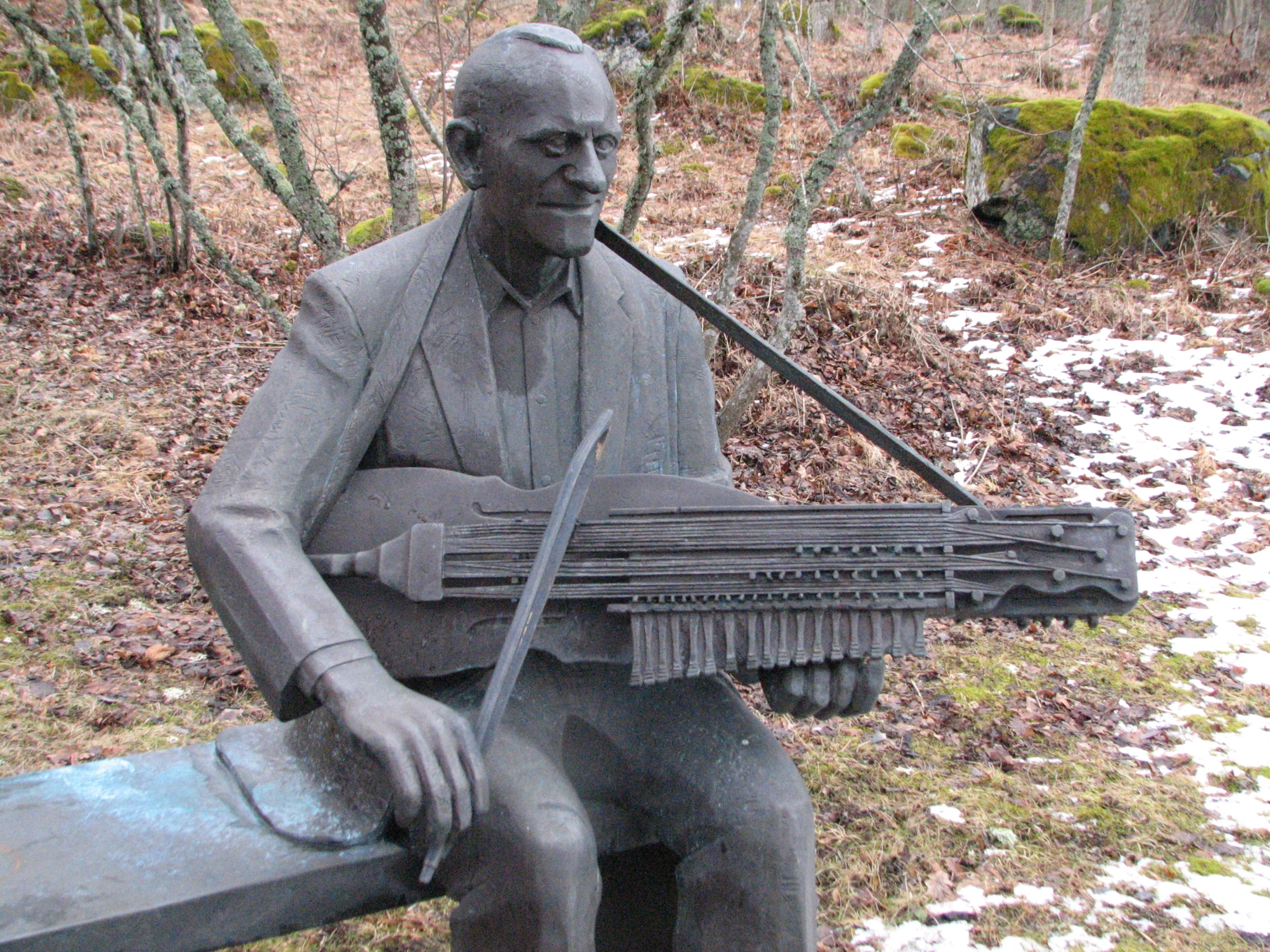
Eric Sahlström som bronsstatty

Nyckelharporkestern har på sitt studioalbum Till Eric (1995) tolkat Sahlströms kompositioner.

## Diskografi
- 1950 – Svensk folkmusik. Radiotjänst, 2 skivor [9], återutgivna på EP 1962, på LP 1972, på CD 1996

- 1962 – Uppland. Tillsammans med Gösta Sandström. Sveriges Radio EP
- 1970 – Musik för nyckelharpa. Tillsammans med Gösta Sandström. BOAB EP
- 1970 – Spelmanslåtar från Uppland. Tillsammans med Gösta Sandström. Sonet LP, återutgiven på CD 1995 och 2001 [10]

- 1971 – Låtar från Älvkarleby. Philips EP
- 1973 – Låtar från Uppland. Tillsammans med Gösta Sandström. Philips LP [11]
- 1975 – Sahlströms-stämman i Vendel. Polydor LP
- 1975 – Låtar på nyckelharpa från Österbybruk. YTF LP, återutgiven på CD 1999
- 1979 – Dans i Uppland. Med Sahlströmmarna (Eric, Sture, Kalle, Sonia). Polydor LP
- 1983 – Låtspel i brukskyrkan. Fabo LP

### Priser och utmärkelser
- 1960 – Zornmärket i guld
- 1969 – Medaljen för tonkonstens främjande
- 1971 – Årets produktion av folkmusik för Spelmanslåtar från Uppland (tillsammans med Gösta Sandström)
- 1983 – Spelmannen